# Brisbane International 2014
Brisbane International 2014 — чоловічий і жіночий тенісний турнір, що проходив на відкритих кортах з твердим покриттям Queensland Tennis Centre у Брисбені (Австралія). Належав до Туру ATP 2014 і Туру WTA 2014. Відбувся вшосте і тривав з 29 грудня 2013 до 5 січня 2014 року.
Головною новиною перед початком турніру стало рішення Роджера Федерера вперше взяти у ньому участь, тоді як зазвичай він починав сезон на Близькому Сході.

## Призові очки і гроші

### Розподіл очок
| Дисципліна                 | П   | Ф   | ПФ  | ЧФ  | 1/8 | 1/16 | Q   | Q3  | Q2  | Q1  |
| Одиночний розряд, чоловіки | 250 | 150 | 90  | 45  | 20  | 0    | 12  | 6   | 0   | 0   |
| Парний розряд, чоловіки    | 250 | 150 | 90  | 45  | 0   | Н/Д  | Н/Д | Н/Д | Н/Д | Н/Д |
| Одиночний розряд, жінки    | 470 | 305 | 185 | 100 | 55  | 1    | 25  | 18  | 13  | 1   |
| Парний розряд, жінки       | 470 | 305 | 185 | 100 | 1   | Н/Д  | Н/Д | Н/Д | Н/Д | Н/Д |

### Розподіл призових грошей
| Дисципліна                 | П        | Ф        | ПФ      | ЧФ      | 1/8     | 1/161  | Q3     | Q2     | Q1     |
| Одиночний розряд, чоловіки | $82,040  | $43,210  | $23,405 | $13,335 | $7,860  | $4,655 | $750   | $360   | Н/Д    |
| Парний розряд, чоловіки *  | $24,920  | $13,100  | $7,100  | $4,060  | $2,380  | Н/Д    | Н/Д    | Н/Д    | Н/Д    |
| Одиночний розряд, жінки    | $196,670 | $104,890 | $56,298 | $21,780 | $11,681 | $6,371 | $3,327 | $1,770 | $1,003 |
| Парний розряд, жінки *     | $44,835  | $23,597  | $12,979 | $6,607  | $3,581  | Н/Д    | Н/Д    | Н/Д    | Н/Д    |

1 Кваліфаєри отримують і призові гроші 1/16 фіналу

* на пару

## Учасники чоловічих змагань

### Сіяні
| Країна    | Гравець                 | Рейтинг1 | Посіяний |
| --------- | ----------------------- | -------- | -------- |
| Швейцарія | Роджер Федерер          | 6        | 1        |
| Японія    | Кей Нісікорі            | 17       | 2        |
| Франція   | Жиль Сімон              | 19       | 3        |
| ПАР       | Кевін Андерсон (знявся) | 20       | 4        |
| Болгарія  | Григор Димитров         | 23       | 5        |
| Іспанія   | Фелісіано Лопес         | 28       | 6        |
| Росія     | Дмитро Турсунов         | 29       | 7        |
| Франція   | Жеремі Шарді            | 34       | 8        |

- 1 Рейтинг подано станом на 23 грудня 2013

### Інші учасники
Нижче наведено учасників, які отримали вайлдкард на участь в основній сітці:
- Джеймс Дакворт
- Сем Грот

Нижче наведено гравців, які пробились в основну сітку через стадію кваліфікації:
- Танасі Коккінакіс
- Юіті Суґіта
- Раян Гаррісон
- Маріус Копіл

Такі тенісисти потрапили в основну сітку як a Щасливі лузери:
- П'єр-Юг Ербер
- Алекс Кузнєцов

### Відмовились від участі
До початку турніру
- Кевін Андерсон (хвороба) → його замінив  П'єр-Юг Ербер
- Нік Киріос (травма плеча) → його замінив  Алекс Кузнєцов
- Юрген Мельцер → його замінив  Меттью Ебден

## Учасники основної сітки в парному розряді

### Сіяні
| Країна          | Гравець               | Країна    | Гравець       | Рейтинг1 | Сіяний |
| --------------- | --------------------- | --------- | ------------- | -------- | ------ |
| Нідерланди      | Жан-Жульєн Роєр       | Румунія   | Горія Текеу   | 38       | 1      |
| Польща          | Маріуш Фирстенберг    | Канада    | Деніел Нестор | 45       | 2      |
| Велика Британія | Джеймі Маррей         | Австралія | Джон Пірс     | 59       | 3      |
| Колумбія        | Хуан Себастьян Кабаль | Колумбія  | Роберт Фара   | 91       | 4      |

- 1 Рейтинг подано станом на 23 грудня 2013

### Інші учасники
Нижче наведено пари, які отримали вайлдкард на участь в основній сітці:
- Меттью Ебден /  Танасі Коккінакіс
- Кріс Гуччоне /  Ллейтон Г'юїтт

## Учасниці

### Сіяні
| Країна     | Гравчиня             | Рейтинг1 | Посіяний |
| ---------- | -------------------- | -------- | -------- |
| США        | Серена Вільямс       | 1        | 1        |
| Білорусь   | Вікторія Азаренко    | 2        | 2        |
| Росія      | Марія Шарапова       | 4        | 3        |
| Сербія     | Єлена Янкович        | 8        | 4        |
| Німеччина  | Анджелік Кербер      | 9        | 5        |
| Данія      | Каролін Возняцкі     | 10       | 6        |
| Німеччина  | Сабіне Лісіцкі       | 15       | 7        |
| Іспанія    | Карла Суарес Наварро | 17       | 8        |
| Словаччина | Домініка Цібулкова   | 23       | 9        |

- 1 Рейтинг подано станом на 23 грудня 2013

### Інші учасниці
Нижче наведено учасниць, які отримали вайлдкард на участь в основній сітці:
- Кейсі Деллаква
- Олівія Роговська

Нижче наведено гравчинь, які пробились в основну сітку через стадію кваліфікації:
- Ешлі Барті
- Алла Кудрявцева
- Олександра Панова
- Гезер Вотсон

Як щасливий лузер в основну сітку потрапили такі гравчині:
- Сє Шувей

### Відмовились від участі
До початку турніру
- Каролін Возняцкі (травма плеча) → її замінила  Сє Шувей

Під час турніру
- Ешлі Барті (травма лівого аддуктора)
- Сабіне Лісіцкі (хвороба)

### Знялись
- Анастасія Павлюченкова (травма лівого стегна)

## Учасниці в парному розряді

### Сіяні
| Країна            | Гравчиня     | Країна    | Гравчиня           | Рейтинг1 | Сіяна |
| ----------------- | ------------ | --------- | ------------------ | -------- | ----- |
| Чехія             | Квета Пешке  | Словенія  | Катарина Среботнік | 22       | 1     |
| Китайський Тайбей | Сє Шувей     | Сербія    | Єлена Янкович      | 23       | 2     |
| Австралія         | Ешлі Барті   | Австралія | Кейсі Деллаква     | 23       | 3     |
| Китайський Тайбей | Чжань Хаоцін | США       | Лізель Губер       | 48       | 4     |

- 1 Рейтинг подано станом на 23 грудня 2013

### Інші учасниці
Нижче наведено пари, які отримали вайлдкард на участь в основній сітці:
- Олівія Роговська /  Монік Адамчак
- Франческа Ск'явоне /  Карла Суарес Наварро

### Відмовились від участі
Під час турніру
- Ешлі Барті (травма лівого аддуктора)

## Переможці

### Одиночний розряд, чоловіки
- Ллейтон Г'юїтт —  Роджер Федерер, 6–1, 4–6, 6–3

### Одиночний розряд, жінки
- Серена Вільямс —  Вікторія Азаренко, 6–4, 7–5

### Парний розряд, чоловіки
- Маріуш Фирстенберг /  Деніел Нестор —  Хуан Себастьян Кабаль /  Роберт Фара, 6–7(4–7), 6–4, [10–7]

### Парний розряд, жінки
- Алла Кудрявцева /  Анастасія Родіонова —  Крістіна Младенович /  Галина Воскобоєва, 6–3, 6–1